# Brigitte Nielsen
Brigitte Nielsen, pseudonimo di Gitte Nielsen (Rødovre, 15 luglio 1963), è un'attrice, modella, conduttrice televisiva e cantante danese.
È tra le più celebri icone degli anni ottanta, soprattutto per il suo look aggressivo e il fisico statuario.

## Biografia

### Gli anni ottanta
Nata in una piccola città alle porte di Copenaghen, finiti gli studi superiori inizia a lavorare come modella alla fine degli anni settanta. Grazie al fisico statuario (altezza 185 cm) rappresenta perfettamente i canoni estetici degli anni ottanta: una donna androgina ma sensuale, aggressiva ed elegante. Lavora ben presto per gli stilisti più affermati come Gianni Versace, Giorgio Armani e Ferré dividendosi fra New York, Parigi e Milano. Le prime fotografie professionali della Nielsen compaiono nei composit stampati a Milano e adoperati per i cast. Nel 1983 si sposa con il compositore danese Kasper Winding; dalla relazione nasce il suo primo figlio Julian (12 aprile 1984).
In Italia viene notata per il ruolo di protagonista accanto ad Arnold Schwarzenegger nel film Yado. Durante la promozione del film a New York, conobbe Sylvester Stallone, che la volle accanto a sé in Rocky IV e Cobra, e con il quale cominciò una relazione sentimentale. Nel 1985 vince un Razzie Awards come "Peggior attrice non protagonista" per Rocky IV, e come "Peggior esordiente", sempre per Rocky IV e per Yado. Dopo nove mesi di fidanzamento, nel dicembre dello stesso anno lei e Stallone decisero di sposarsi con grande sfarzo nella casa del produttore Irwin Winkler. Il suo secondo matrimonio tuttavia durò meno di due anni: arrivò il divorzio nel luglio del 1987. Anche la separazione, alimentata da alcuni scandali, suscitò clamore.

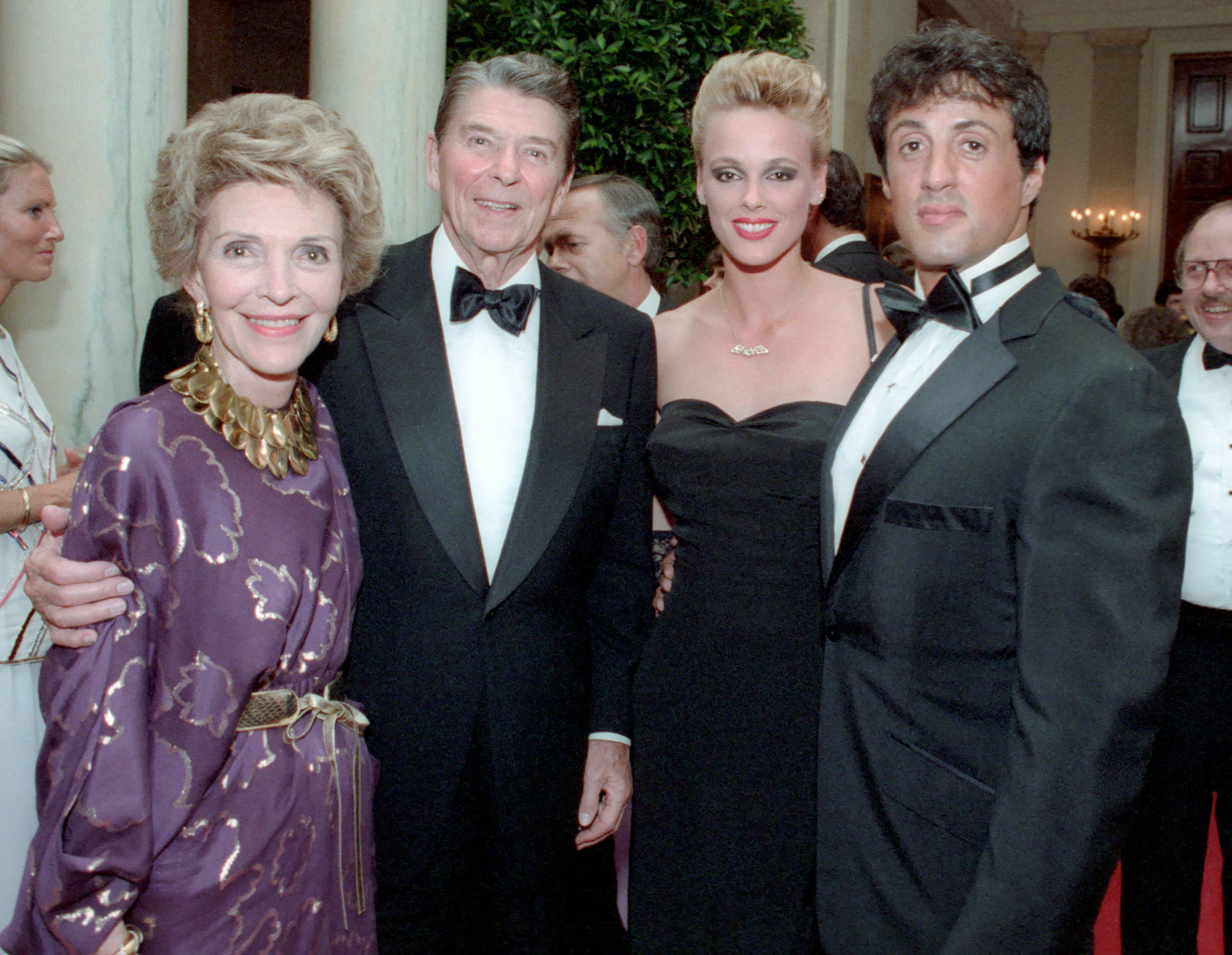
La Nielsen con Sylvester Stallone, l'allora Presidente degli Stati Uniti d'America Ronald Reagan e Nancy Reagan nel 1985

Sempre nel 1987 Brigitte Nielsen esordisce come conduttrice televisiva in Italia accanto a Pippo Baudo e Lorella Cuccarini nello show di Canale 5 Festival dove si presenta anche in veste di cantante con l'album Everybody Tells a Story, prodotto da Giorgio Moroder che riscuote un buon successo in Austria e Germania grazie anche al fortunato singolo Body Next to Body con il cantante austriaco Falco che però non è presente nell'album. Nel frattempo è al cinema in Beverly Hills Cop II - Un piedipiatti a Beverly Hills II con Eddie Murphy, film che la consacra come amazzone del cinema d'azione, cioè una donna sexy e pericolosa, un ruolo che le verrà spesso richiesto nei futuri film.
Nel 1988 compare nuda sulla copertina del primo numero del settimanale Il Venerdì di Repubblica. Nel 1989 appare nel video-musicale Liberian Girl di Michael Jackson insieme a un nutrito cast di stelle di Hollywood come John Travolta, Steven Spielberg, Dan Aykroyd, Lou Ferrigno, Rosanna Arquette, Virginia Madsen, Whoopi Goldberg e lo stesso Jackson.

### Gli anni novanta
Nell'estate del 1990 incide il singolo Rockin' Like a Radio e lo promuove in un tour europeo. Negli anni novanta prosegue la carriera cinematografica dividendosi fra film d'azione americani di scarso successo e commedie di cassetta in Italia. Nel novembre del 1991 pubblica il suo secondo disco, I Am the One... Nobody Else. Nel 1992 conduce il Festival di Sanremo accanto a Pippo Baudo, Milly Carlucci e Alba Parietti e recita nel ruolo della Strega Nera in Fantaghirò 2, ruolo che le fa guadagnare buone critiche e che riproporrà anche nei sequel della serie fino al 1996 diventando un personaggio apprezzato anche dal pubblico più giovane. Nel 1993 sposa il terzo marito, il pilota svizzero di rally Raoul Meyer, e si trasferisce in Svizzera.
Successivamente lavora un po' ovunque dividendosi fra cinema negli Stati Uniti d'America e TV in Europa (nel 1997 conduce Brigitte and Friends in Danimarca e dal 1994 un talk show per la Radiotelevisione svizzera di lingua italiana). In Italia è inviata per lo show di Canale 5 La sai l'ultima? (1999) ed è nel cast del programma comico di Telemontecarlo Retromarsh!!! (1996), inoltre partecipa a molti programmi in qualità di ospite. Sempre per la TV italiana è inviata a bordo campo per Rai Sport durante gli incontri di campionato della serie A di pallacanestro per la stagione 1996-1997.
Nel giugno 1997 secondo il settimanale scandalistico francese Voici, sarebbe stata lei la star hollywoodiana citata da Le Monde il 10 giugno come protagonista di una delle vicende più clamorose al centro dell'inchiesta aperta nel 1995 dalla magistratura francese che indagava su una rete di squillo internazionali tra i cui clienti si annoveravano diversi dignitari arabi, sceicchi ed emiri del Golfo Persico. Brigitte Nielsen, secondo il racconto, nel settembre del 1996, avrebbe raggiunto con l'aereo personale di un principe arabo Cannes, dove all'hotel Martinez l'avrebbe attesa in una lussuosa suite il nobile saudita. Per questo incontro l'attrice avrebbe percepito la "modica" somma di un milione di dollari. L'interessata ha sempre smentito tutto.

### Gli anni 2000
Nel febbraio del 2000 appare nel video-musicale Make Me Bad della band statunitense Korn diretto da Martin Weisz, insieme agli attori Udo Kier, Shannyn Sossamon e all'ex top-model Tatjana Patitz. Nell'estate del 2000 si ripropone come cantante dance con lo pseudonimo Gitta e pubblica un singolo, No More Turning Back, che ottiene molto successo nell'ambiente delle discoteche soprattutto in Spagna. Sempre con il nome di Gitta realizza i singoli Tic Toc (2001) e You're No Lady (2002), una collaborazione con la popolare drag queen RuPaul. Dopo aver partecipato come guest star alla soap opera di Rai 3 Un posto al sole e al film natalizio Paparazzi di Neri Parenti, nel 2003 Brigitte è fra i reclusi VIP dell'edizione danese del Grande Fratello e partecipa allo speciale natalizio dello show britannico Star in Their Eyes.
Dal 2004 lavora per lo più negli Stati Uniti dividendosi tra cinema e televisione, partecipando anche a trasmissioni in Germania e Inghilterra. Successivamente ha partecipato a vari reality show in vari Paesi del mondo: nel 2004 è una delle concorrenti del reality show La Talpa su Rai 2, poi The Surreal Life 3 per il network statunitense VH1, Celebrity Big Brother nel Regno Unito e Strange Love di nuovo per VH1; quest'ultimo vedeva le telecamere seguire lei e il rapper dei Public Enemy, Flavor Flav, coinvolti in un'improbabile storia d'amore nata sul set de The Surreal Life 3 in cui entrambi avevano partecipato e di cui questa reality sit-com è uno spin-off. Nel luglio 2004 co-produce un documentario girato tra la favela di Atibaja (Brasile), per sostenere i progetti dell'Associazione Umanisti Italiani nel Mondo Onlus.

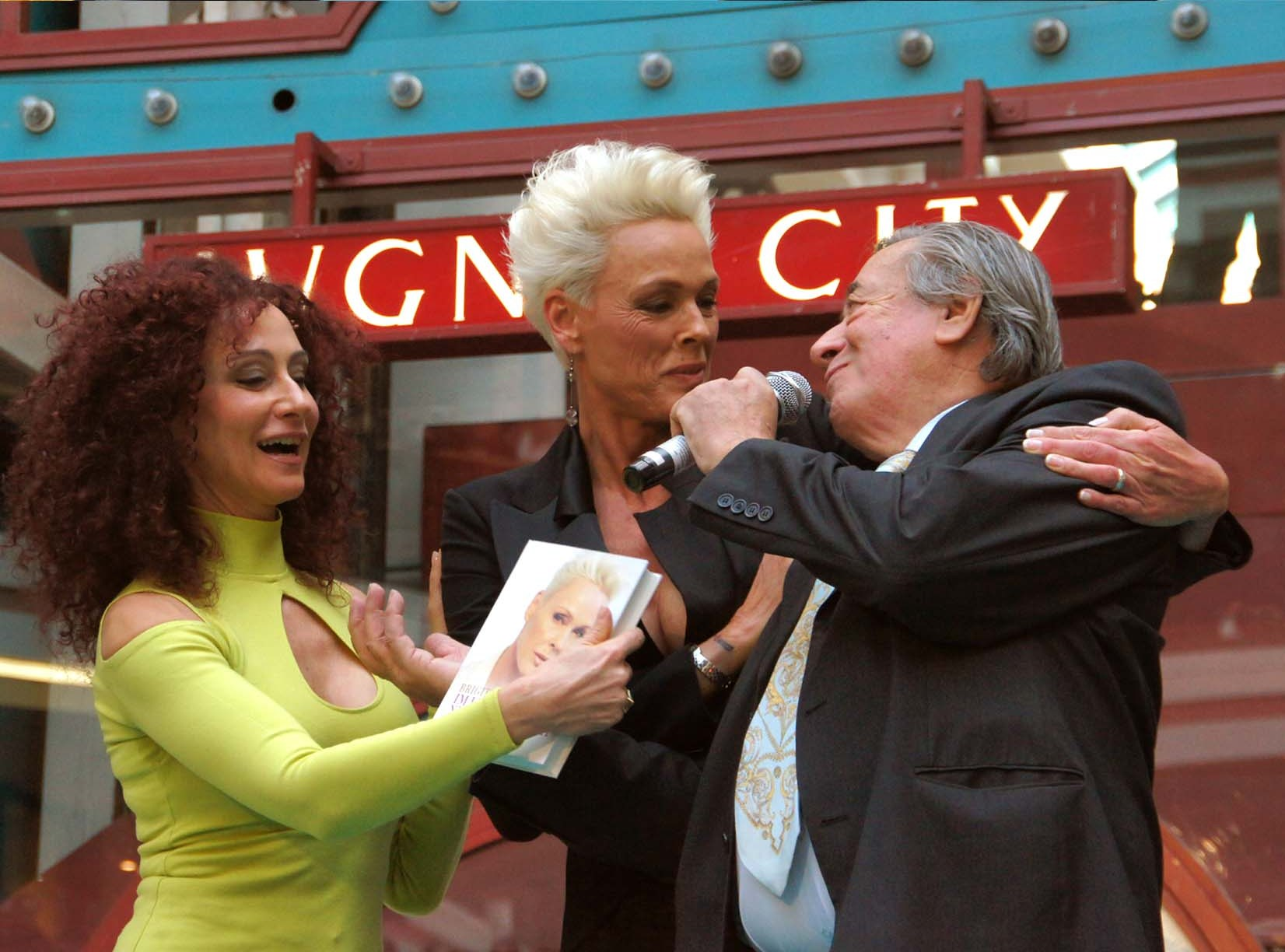
Brigitte Nielsen durante un evento pubblico nel 2012

La Nielsen nel 2006 si sposa per la quarta volta con un barista sardo di Iglesias, Mattia Dessì, e partecipa al reality show statunitense The Surreal life: Fame Game. Nel 2006, dopo quindici anni vissuti in Italia, si trasferisce con il marito definitivamente a Los Angeles, dove ha ripreso la sua carriera cinematografica e televisiva. Nel marzo 2007 viene trasmesso dal canale inglese Sky Travel il programma Killing Brigitte Nielsen, una reality-fiction che la mostra "uccisa" da trafficanti di droga nei mari della Grecia, con sette turisti britannici inconsapevolmente coinvolti nel caso. Il 9 luglio 2007 entra in una clinica di riabilitazione per guarire dalla dipendenza da alcol.
A gennaio 2008 è protagonista di Celebrity Rehab serie shock, trasmessa da VH1 negli Stati Uniti d'America e da Five in Gran Bretagna, un docu-drama che segue le cure di riabilitazione di diverse personalità del mondo dello spettacolo in lotta contro le loro dipendenze. Nel giugno 2008 si sottopone ad alcuni interventi di chirurgia plastica, tra cui lifting facciale, liposuzione, riduzione del seno e denti nuovi, il tutto filmato dalle telecamere dell'emittente tedesca RTL che dal 6 luglio 2008, per quattro speciali ne mostrerà le operazioni nel docu-reality Aus alt mach neu – Brigitte Nielsen in der Promi-Beauty-Klinik. Il programma è stato trasmesso anche in Italia dal canale satellitare SKY Vivo nel dicembre 2008 e nell'estate 2009 su Italia 1.
Il 29 agosto 2008 l'etichetta discografica tedesca Edel Music pubblica con il titolo Brigitte Nielsen una raccolta dei due album precedenti: Every Body Tells a Story e I Am the One... Nobody Else, pubblicati rispettivamente nel 1987 e nel 1991. La raccolta contiene venti tracce musicali. Il 27 ottobre 2009 la casa editrice danese Lindhardt og Ringhof ha pubblicato l'autobiografia ufficiale di Brigitte, intitolata Gitte Nielsen - Du har kun ét liv - sådan fandt jeg tilbage til mig selv. Nell'aprile 2011 il libro viene pubblicato anche nel Regno Unito con il titolo You only get one life e nel febbraio 2012 anche per il mercato di lingua tedesca con il titolo "Im Leben wird dir nichts geschenkt".

### Gli anni 2010
Nel 2010 partecipa al reality show La Ferme Célébrités, versione francese VIP de La fattoria, in onda dal 29 gennaio su TF1, ma viene eliminata dal televoto dopo una sola settimana. Dal 9 aprile 2010 è invece una delle concorrenti di Let's Dance, versione tedesca di Ballando con le stelle, trasmesso dal network tedesco RTL. Nell'estate dello stesso anno partecipa alla versione tedesca e danese di Cortesie per gli ospiti.
Nel 2011 partecipa come guest star a un episodio della serie televisiva tedesca Squadra Speciale Stoccarda, trasmessa dal network ZDF. Nello stesso anno presta la propria voce per il doppiaggio del film d'animazione danese Ronal Barbaren. Successivamente appare nello show a scopo benefico Sing if you can trasmesso da ITV (Regno Unito). Dal 13 gennaio 2012 è una delle concorrenti della sesta edizione di Ich bin ein Star - Holt mich hier raus, la versione tedesca de L'isola dei famosi, trasmessa su RTL Television. Il 30 gennaio viene eletta vincitrice dal televoto. Nell'ottobre del 2012 partecipa allo show televisivo danese Maestro: nel programma, trasmesso su DR1, cinque concorrenti VIP si sfidano per diventare direttori d'orchestra.
Dopo aver partecipato fra il 2013 e il 2014 ad alcuni programmi della TV tedesca (Celebrity Wedding Planner e Celebrity Shopping Queen), appare come guest star in due serie TV americane: Portlandia e Aiutami Hope! Sempre nel 2014 è nel cast del film americano Mercenarie. Da giugno 2015 conduce il suo talk show Gitte talks per il canale TV danese Kanal 4. Nel gennaio 2016 partecipa nuovamente come concorrente all'edizione all star della versione tedesca de L'isola dei famosi, trasmesso su RTL. Successivamente, a partire da agosto 2016, conduce per RTL II Wirt sucht Liebe, adattamento tedesco de Il contadino cerca moglie.

## Vita privata
Brigitte Nielsen si è sposata cinque volte e ha avuto cinque figli, quattro maschi e una femmina.
Il suo primo marito è stato il compositore connazionale Kasper Winding, con cui è stata sposata dall'aprile 1983 all'ottobre 1984; la coppia ha avuto un figlio, Julian Winding. Dopo il divorzio Julian è cresciuto col padre e ha mantenuto contatti sporadici e occasionali con la madre.
Durante le riprese del film Yado nel 1985 ha avuto una breve relazione con Arnold Schwarzenegger. Il rapporto è stato interrotto dall'attore perché questi si era da poco fidanzato con Maria Shriver, sua futura moglie. Questa relazione è rimasta segreta per anni e la Nielsen l'ha resa nota solo nella sua biografia del 2011. Schwarzenegger ha confermato i fatti nel luglio 2020.
Brigitte Nielsen ha iniziato una relazione con Sylvester Stallone durante la produzione di Rocky IV. Dopo la distribuzione del film si sono sposati il 15 dicembre 1985 a Beverly Hills nella casa del produttore Irwin Winkler. La coppia ha divorziato due anni dopo, il 13 luglio 1987.
Tra il 1988 e il 1990 è stata legata al giocatore di football americano Mark Gastineau, con cui ha avuto il figlio Killian Gastineau.
Tra il 1990 e il 1992 è stata sposata col fotografo britannico Sebastian Copeland. Durante un'intervista in un programma tedesco del 2012 ha ammesso di averlo tradito con Sean Penn a Cannes nel maggio 1991.
Nel 1993 si è sposata col pilota di rally Raoul Meyer, da cui ha avuto due figli: Raoul Meyer Jr. e Douglas Meyer. Il matrimonio si è concluso con il divorzio nel 2005.
Dopo una relazione col rapper Flavor Flav si è sposata col produttore italiano Mattia Dessì a Malta l'8 luglio 2006: da lui ha avuto a 54 anni una bambina di nome Frida, nata il 22 giugno 2018, unica sua figlia femmina. .

## Filmografia

### Cinema
- Yado (Red Sonja), regia di Richard Fleischer (1985)
- Rocky IV, regia di Sylvester Stallone (1985)
- Cobra, regia di George Pan Cosmatos (1986)
- Beverly Hills Cop II - Un piedipiatti a Beverly Hills II (Beverly Hills Cop II), regia di Tony Scott (1987)
- Bye Bye Baby, regia di Enrico Oldoini (1988)
- Domino, regia di Ivana Massetti (1988)
- 976 - Chiamata per il diavolo 2 (976-EVIL II: The Astral Factor), regia di Jim Wynorski (1991)
- Game Over - Scacco alla regina (The Double 0 Kid), regia di Duncan McLachlan (1992)
- Codice marziale 3 - Missione giustizia (Mission of Justice), regia di Steve Barnett (1992)
- Sorvegliata speciale (Chained Heat II), regia di Lloyd Simandl (1993)
- Galaxis, regia di William Mesa (1995)
- Prova d'infedeltà (Compelling Evidence), regia di Donald Farmer (1995)
- The Silencer (Body Count), regia di Talun Hsu (1995)
- Snowboard Academy, regia di John Shepphird (1996)
- È troppo alta (She's too tall), regia di Redge Mahaffey (1998)
- Paparazzi, regia di Neri Parenti (1998)
- Hostile Environment, regia di David A. Prior (1999)
- Il giorno del giudizio (Doomsdayer), regia di Michael J. Sarna (2000)
- The Hustle, regia di Deon Taylor (2008)
- The Fish, regia di Demetrius Navarro (2009)
- Big Money Rustlas, regia di Paul Andresen (2010)
- Eldorado, regia di Richard Driscoll (2012)
- Skinny Dip, regia di Frankie Latina (2012)
- Mercenarie (Mercenaries), regia di Christopher Ray (2014)
- Exodus, regia di Tommy Ipsen (2015)
- Creed II, regia di Steven Caple Jr. (2018)
- The Experience, regia di Katerina Gorshkov (2019)

### Televisione
- Assassinio sulla Luna (Murder by moonlight), regia di Michael Lindsay-Hogg (1989)
- Fantaghirò 2, regia di Lamberto Bava (1992)
- Counterstrike, episodio "Bastille Day Terror" di Bruno Gatillon (1992)
- Fantaghirò 3, regia di Lamberto Bava (1993)
- Fantaghirò 4, regia di Lamberto Bava (1994)
- Fantaghirò 5, regia di Lamberto Bava (1996)
- È troppo alta, regia di Redge Mahaffey (1999)
- Un posto al sole, regia di Vincenzo Terracciano (2000)
- Voyage: Killing Brigitte Nielsen - film TV, (2007)
- Nite Tales - The series - serie TV, episodio "Black Widow" (2009)
- Squadra Speciale Stoccarda - serie TV, episodio "Stuttgart aber sexy" (2011)
- Aiutami Hope! - serie TV, episodio "Road to Natesville" (2014)
- Portlandia - serie TV, episodio "Heahltcase" (2015)
- Adi Shankar's Gods and Secrets (2017)
- The Guardians of Justice - serie TV, (2022)

### Doppiaggio
- Ronal Barbaren, regia di Thorbjørn Christoffersen, Philip Einstein Lipski e Kresten Vestbjerg Andersen (2011)

## Programmi TV
- Festival (Canale 5, 1987-1988) Co-conduttrice (Italia)
- 42º Festival della canzone italiana di Sanremo (Rai Uno, 1992) Co-conduttrice (Italia)
- Decidi tu (RSI LA1, 1994-1995) Conduttrice (Svizzera)
- Retromarsh!!! (TMC, 1996) Ospite fissa (Italia)
- Brigitte & Friends (TV 2, 1997) Conduttrice (Danimarca)
- La sai l'ultima? (Canale 5, 1999) Inviata (Italia)
- Big Brother V.I.P. (TvDanmark2, 2003) Concorrente (Danimarca)
- La talpa (Rai 2, 2004) Concorrente (Italia)
- The Surreal Life (VH1, 2004) Protagonista (Stati Uniti d'America)
- Celebrity Big Brother 2005 (Channel 4, 2005) Concorrente terza classificata (Inghilterra)
- Strange Love (VH1, 2005) Conduttrice (Stati Uniti d'America)
- The Surreal Life: Fame Games (VH1, 2007) Concorrente seconda classificata (Stati Uniti d'America)
- Celebrity Rehab with Dr. Drew (VH1, 2008) Protagonista (Stati Uniti d'America)
- Aus Alt Mach Neu: Brigitte Nielsen in der Promi-Beauty-Klinik (RTL Television, 2008) Protagonista (Germania)
- La Ferme Célébrités (TF1, 2010) Concorrente (Francia)
- Let's Dance (RTL Television, 2010) Concorrente (Germania)
- Ich bin ein Star - Holt mich hier raus (RTL Television, 2012) Vincitrice (Germania)
- Maestro (DR1, 2012) Concorrente (Danimarca)
- Ich bin ein Star - Holt mich hier raus (RTL Television, 2016) Concorrente (Germania)
- Gitte Talks (Kanal 4, dal 2015) Conduttrice (Danimarca)
- Wirt sucht Liebe (RTL Television, 2018) Conduttrice (Germania)

## Doppiatrici italiane
Nelle versioni in italiano delle opere in cui ha recitato, Brigitte Nielsen è stata doppiata da:
- Aurora Cancian in Fantaghirò 2, Fantaghirò 3, Fantaghirò 4, Fantaghirò 5 e La meravigliosa storia di Fantaghirò
- Rossella Izzo in Yado
- Paila Pavese in Rocky IV
- Isabella Pasanisi in Cobra
- Ludovica Modugno in Beverly Hills Cop II
- Laura Boccanera in She's Too Tall
- Loredana Nicosia in Celebrity Bisturi
- Paola Del Bosco in Mercenarie
- Micaela Esdra in Domino

## Discografia

### Album
- 1987 – Every Body Tells a Story
- 1991 – I'm the One... Nobody Else

### Singoli
- 1987 – Everybody Tells a Story
- 1987 – Body Next to Body (con Falco)
- 1988 – Maybe
- 1988 – It's a Strange Love
- 1988 – Siento (solo in Sud America)
- 1990 – Rockin' Like a Radio
- 1991 – My Girl (My Guy)
- 1992 – How Could You Let Me Go
- 2000 – No More Turning Back (come "Gitta")
- 2001 – Tic Toc (come "Gitta")
- 2002 – You're No Lady (con RuPaul, come "Gitta")
- 2012 – Misery (con Spleen United, come "Gitte Nielsen")